# Aptostichus miwok
Aptostichus miwok es una especie de araña migalomorfa del género Aptostichus, familia Euctenizidae. Fue descrita científicamente por Bond en 2008.
Lleva el nombre de la tribu india Miwok que se sabe que habitó las áreas costeras de California desde el Golden Gate hacia el norte antes del asentamiento europeo. Es similar a Aptostichus angelinajolieae que lleva el nombre de la actriz Angelina Jolie y a Aptostichus stephencolberti que lleva el nombre del actor Stephen Colbert.
Habita en los Estados Unidos.